# Jessica Capshaw
Jessica Capshaw (Columbia, 9 augustus 1976) is een Amerikaanse actrice. Capshaw is de dochter van actrice Kate Capshaw en Robert Capshaw, een sales manager, marketing director, business executive en schooldirecteur. Jessica is de stiefdochter van Steven Spielberg.
Capshaw studeerde in 1994 af aan de Harvard-Westlake School in Los Angeles en behaalde in 1998 een BA in Engelse literatuur aan de Brown University. Daarna volgde ze acteerlessen bij de Royal Academy of Dramatic Art (RADA) in Londen Zij is vooral bekend geworden van haar rol als Jamie Stringer in de televisieserie The Practice (2002) en haar rol als Dr. Arizona Robbins in de televisieserie Grey's Anatomy (2009-2018).
Hiernaast heeft zij kleinere rollen gespeeld in onder meer de televisieseries ER, Into the West, Bones en The L Word en de films Valentine en Blind Trust.
Jessica Capshaw is in 2004 getrouwd met Christopher Gavigan. Samen hebben ze vier kinderen.

## Filmografie
| Jaar      | Film            | Rol                 | Overig                                   |
| --------- | --------------- | ------------------- | ---------------------------------------- |
| 1999      | ER              | Sally               | Gastrol                                  |
| 1999      | Odd Man Out     | Tante Jordan        |                                          |
| 2000      | Big Time        | Claire              |                                          |
| 2001      | Valentine       | Dorothy Wheeler     |                                          |
| 2002      | Minority Report | Officer Evanna      |                                          |
| 2002      | The Practice    | Jamie Stringer      | Terugkerende rol                         |
| 2002      | The Mesmerist   | Daisy               |                                          |
| 2005      | Into the West   | Rachel Wheeler      | Miniserie                                |
| 2006      | The Groomsmen   | Jen                 |                                          |
| 2006      | Thick and Thin  | Mary                |                                          |
| 2006      | Bones           | Rebecca Stinson     | Seizoen 2, aflevering 2 & 5 (guest star) |
| 2007      | The L Word      | Nadia Karella       |                                          |
| 2007      | Blind Trust     | Cassie Stewart      |                                          |
| 2009-2018 | Grey's Anatomy  | Dr. Arizona Robbins | Regular                                  |
| 2010      | One Angry Juror | Sarah Walsh         |                                          |
| 2020      | Holidate        | Abby                |                                          |

- Gemeinsame Normdatei: 1238313736
- International Standard Name Identifier: 0000 0001 2002 4016
- Library of Congress Control Number: no2011067591
- MusicBrainz: 949d7022-c921-413b-8b17-6abae5c5fbdc
- Virtual International Authority File: 171064716
- WorldCat: E39PBJdGJqbytHbrDDD7wyrKBP